# Pachydissus curvivittatus
Pachydissus curvivittatus är en skalbaggsart som beskrevs av Karl Adlbauer 2002. Pachydissus curvivittatus ingår i släktet Pachydissus och familjen långhorningar. Inga underarter finns listade i Catalogue of Life.